# Epipedocera undulata
Epipedocera undulata là một loài bọ cánh cứng trong họ Cerambycidae.